# بني عاصم (أمانة العاصمة)

تعديل مصدري - تعديل

بني عاصم هي إحدى قرى الجمهورية اليمنية. تتبع جغرافيا لمحافظة أمانة العاصمة و إداريًا لمديرية بني الحارث. يبلغ تعداد سكانها 2838 نسمة حسب الإحصاء الذي أجري عام 2004.